# واتس میلز (کارولینای جنوبی)
واتس میلز(به انگلیسی: Watts Mills) شهری در ایالت کارولینای جنوبی کشور ایالات متحده آمریکا است که جمعیت آن در سرشماری سال ۲۰۱۰ میلادی، ۱٬۶۳۵ نفر بوده‌است.